# Cung điện Maksymilian Goldfeder ở Łódź'

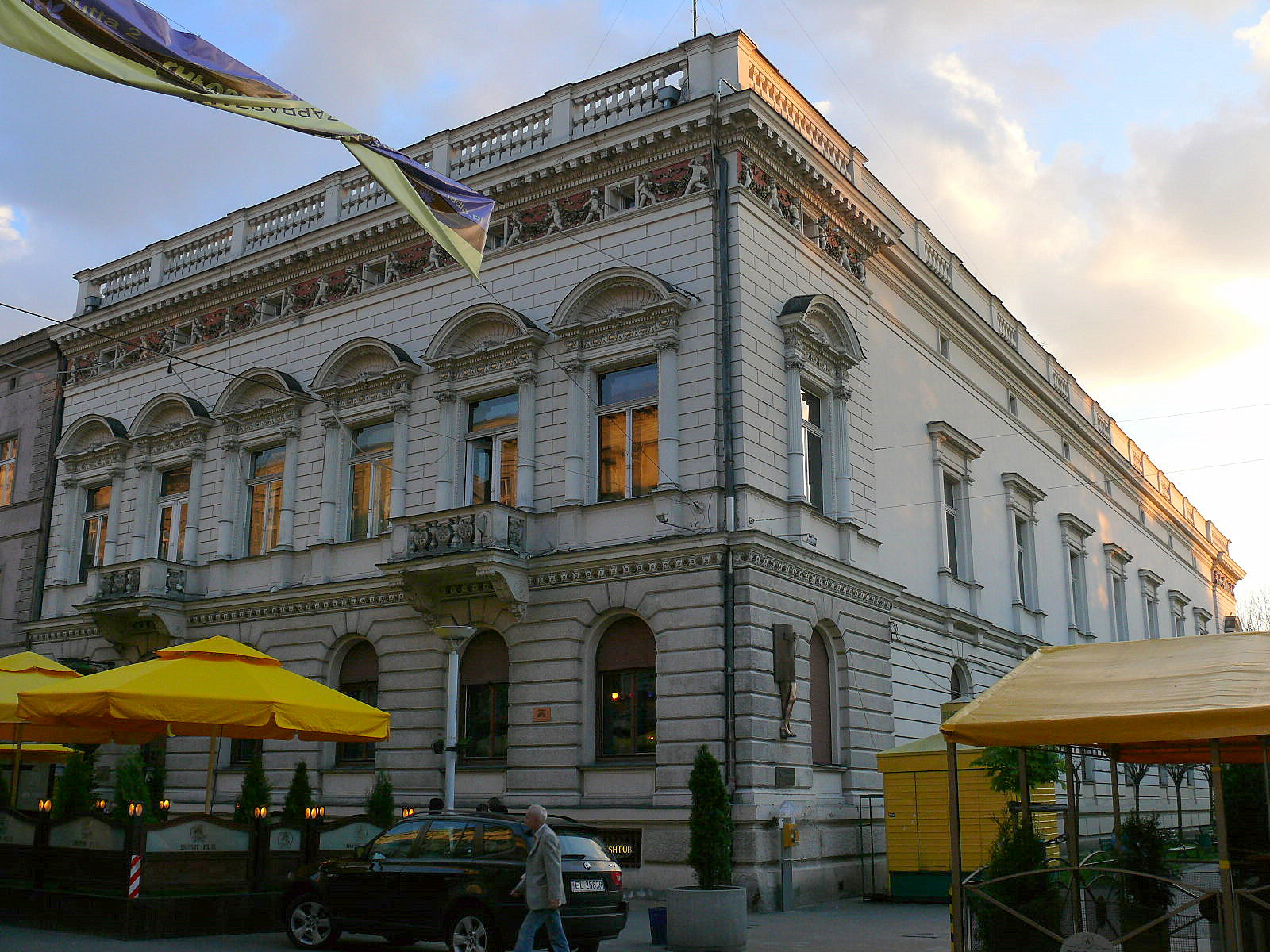
Cung điện Maksymilian Goldfeder ở Łódź ở Łódź (2007)

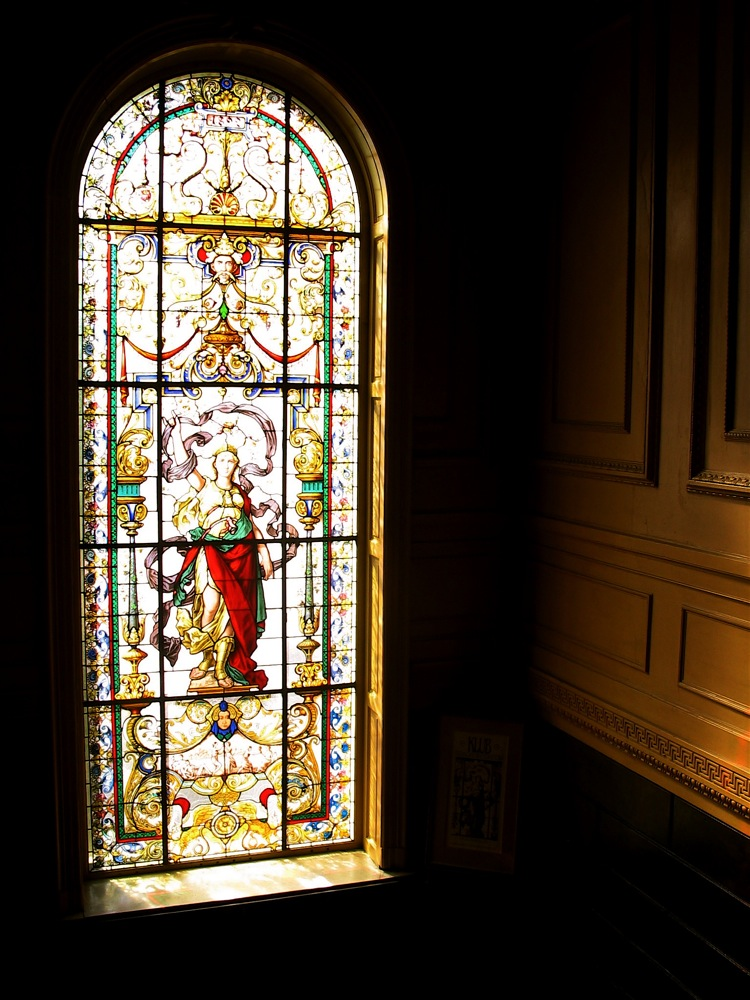
Nội thất trong cung điện (2007)

Cung điện Maksymilian Goldfeder ở Łódź (tiếng Ba Lan: Pałac Maksymiliana Goldfedera w Łodzi) là một cung điện được xây dựng trong giai đoạn 1891–1892. Cung điện tọa lạc ở số 77 Phố Piotrkowska, thuộc thành phố Łódź, Ba Lan. Công trình kiến trúc này có tên trong sổ đăng ký di tích.

## Lịch sử hình thành
Maksymilian Goldfeder đến Łódź vào năm 1870. Ban đầu, ông làm việc trong ngân hàng của anh trai Adolf Goldfeder, và chỉ một vài năm sau, ông đã mở ngân hàng riêng. Trong giai đoạn 1891-1892, Maksymilian Goldfeder tiến hành xây dựng cung điện dựa trên thiết kế của kiến trúc sư Bronisław Żochowski. Công trình kiến trúc này vừa dành cho mục đích kinh doanh vừa dùng để ở. Vào năm 1930, cung điện được Hiệp hội đường sắt Łódz mua lại. Hiện nay, Hiệp hội Sinh viên Ba Lan (ZSP) (từ năm 1955), nhà hàng Irish Pub và nhà hàng Klub Spadkobierców đặt trụ sở tại đây.

## Kiến trúc
Cung điện Maksymilian Goldfeder là một tòa nhà một tầng, dựa theo kiến trúc thời kỳ Phục hưng Ý. Các cửa sổ ở tầng trệt và cổng chính có hình bán nguyệt. Một số cửa sổ ở tầng 1 có hình chữ nhật. Nội thất và ngoại thất được tô điểm bằng nhiều họa tiết xoắn ốc hoặc khảm xà cừ.